# Хайфа аль-Мансур
Хайфа аль-Мансур (араб. هيفاء المنصور, 10 серпня 1974, Еш-Шаркійя, Саудівська Аравія) — саудівська кінематографістка, перша жінка-режисерка Саудівської Аравії, лауреатка низки кінопремій і авторка першого фільму, поданого від країни на премію «Оскар» за найкращий міжнародний художній фільм.

## Фільмографія
| Рік  | Назва                                 | Нотатки                |
| 1997 | Who? (من؟)                            | короткометражний фільм |
| 2000 | The Bitter Journey (الرحيل المر)      | документальний         |
| 2001 | The Only Way Out (أنا والآخر)         | короткометражний фільм |
| 2005 | Women Without Shadows (نساء بلا الظل) | документальний         |
| 2012 | Ваджда (وجدة)                         |                        |
| 2017 | Mary Shelley                          |                        |
| 2018 | Nappily Ever After                    |                        |
| 2019 | The Perfect Candidate                 |                        |